# Coronula
Coronula is een geslacht van zeepokken uit de familie Coronulidae.

## Soorten
- Coronula diadema (Linnaeus, 1767)
- Coronula reginae Darwin, 1854